# Музей «Флігель Тараса Шевченка» (Яготин)
Музей «Флігель Тараса Шевченка» — один із 7 відділів Яготинського державного історичного музею.

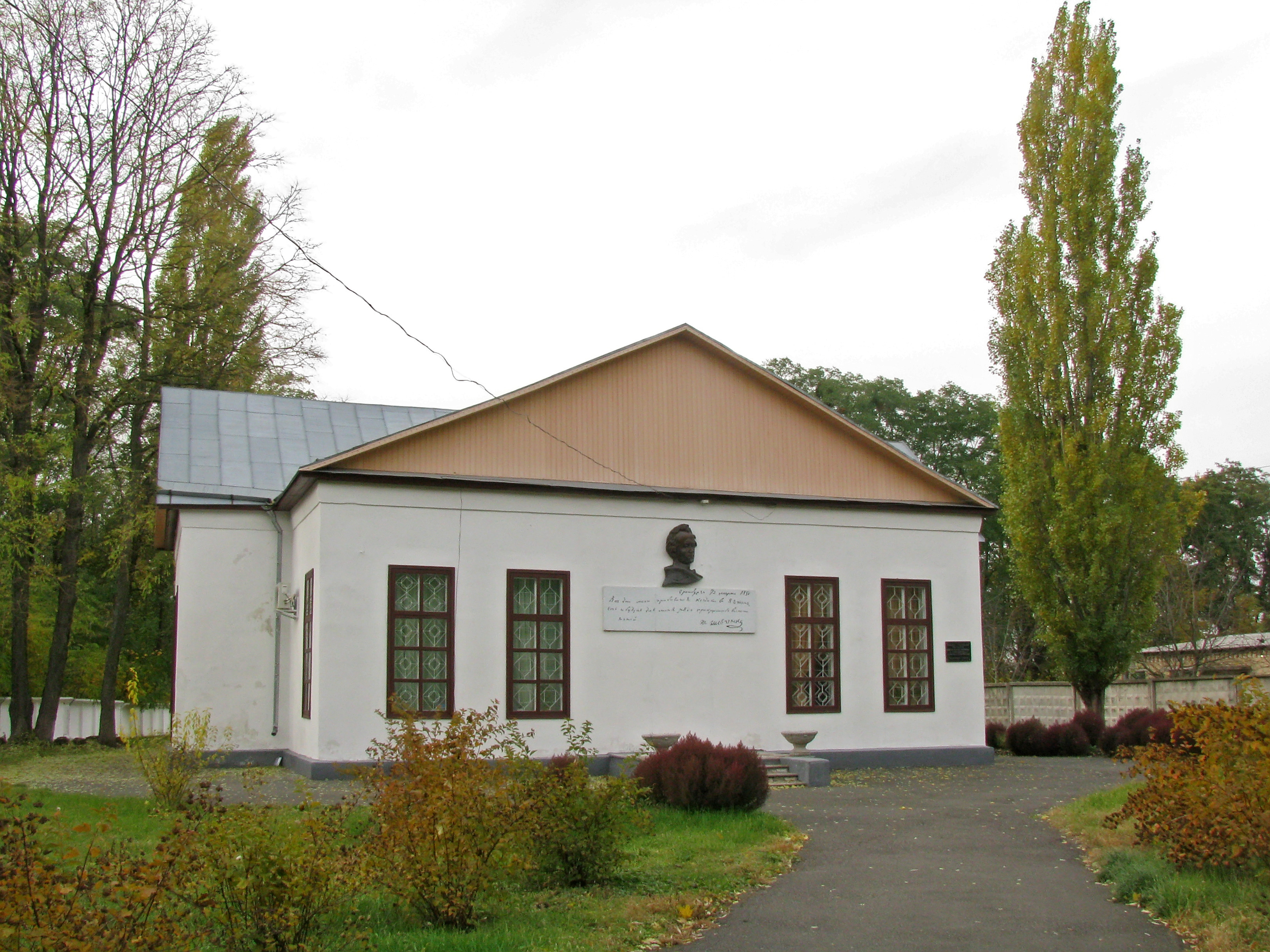
Флігель Тараса Шевченка у Яготині

Свого часу флігель був частиною маєтку князя Миколи Рєпніна — його використовували як готель для його гостей. Саме тут зупинявся Тарас Шевченко під час перебування в Яготині 1843 року, потім — у 1845 та 1859 рр. Тут він писав, малював. Зокрема, його рукою були розписані стіни флігеля (розписи, на жаль, збереглися лише на фото).
Про перебування Шевченка в Яготині написано в листах князівни Варвари. 1843 року Т.Шевченко прибув у княжий маєток, де створив копію портрета князя М. Г. Рєпніна роботи Йозефа Горнунга. У флігелі він написав російською мовою поему «Тризна» і присвятив твір Варварі Рєпніній. Щирість у стосунках Шевченка і Рєпніної переросли для княгині з дружби в кохання. У листі Варвари читаємо: «Я очень привязанная к нему, что если бы я увидела с его стороны любовь, я, может быть, ответила бы ему страстью».

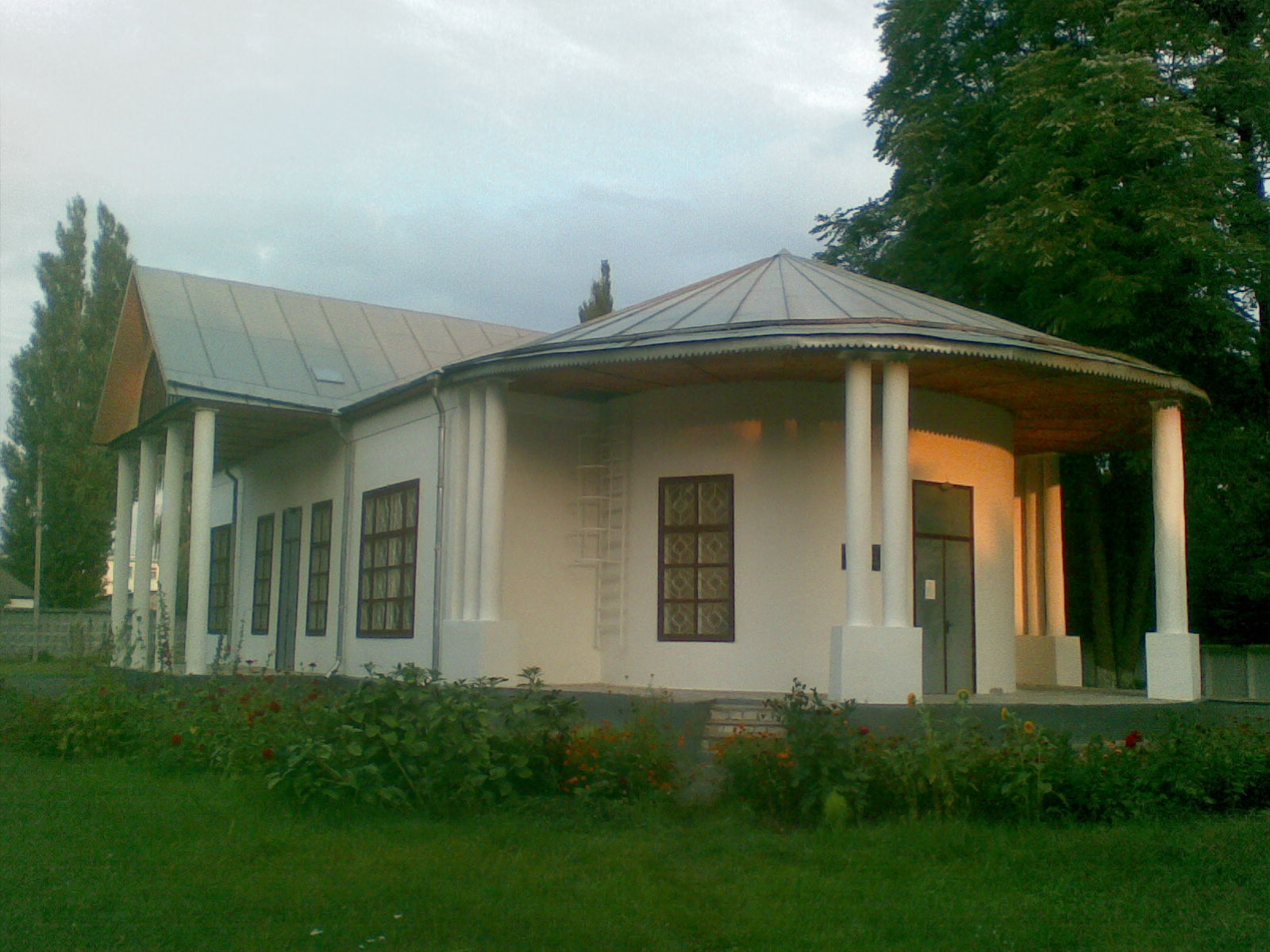
Флігель Тараса Шевченка у Яготині. Фасад

Під час перебування Шевченка в Яготині у флігелі збиралася місцева інтелігенція, щоб послухати твори Кобзаря.
Будинок-флігель, який уцілів у роки більшовицької революції, зазнав значних руйнувань під час Другої світової війни. Відбудовою флігеля займався колишній директор Яготинського державного історичного музею Олександр Непорожній. Його задум втілили вже по його смерті — у вересні 2003 року відроджено пам'ятку, яку в народі назвали флігелем Шевченка.
Сьогодні в тематичних залах музею, зокрема, виставлено:
- у залі «Вітальня» — роботи сучасних художників України, які розповідають про перебування Кобзаря в Яготині. В центрі зали — портрет молодого Кобзаря.
- у залі «Кабінет» — унікальну картину невідомого італійського художника «Сліпець із хлопчиком», яка належала до колекції князів Рєпніних, стіл, за яким працював Шевченко, крісло;
- у залі «Опочивальня» — речі з маєтку Рєпніних: металеве крісло, комод, люстра, підсвічник
- у «Гостьовій залі» влаштовують виставки творів місцевих художників: Г. Ф. Яворського, Є. С. Товстухи, І. А. Кулика, сім'ї Непорожніх, сім'ї Бірюкових.

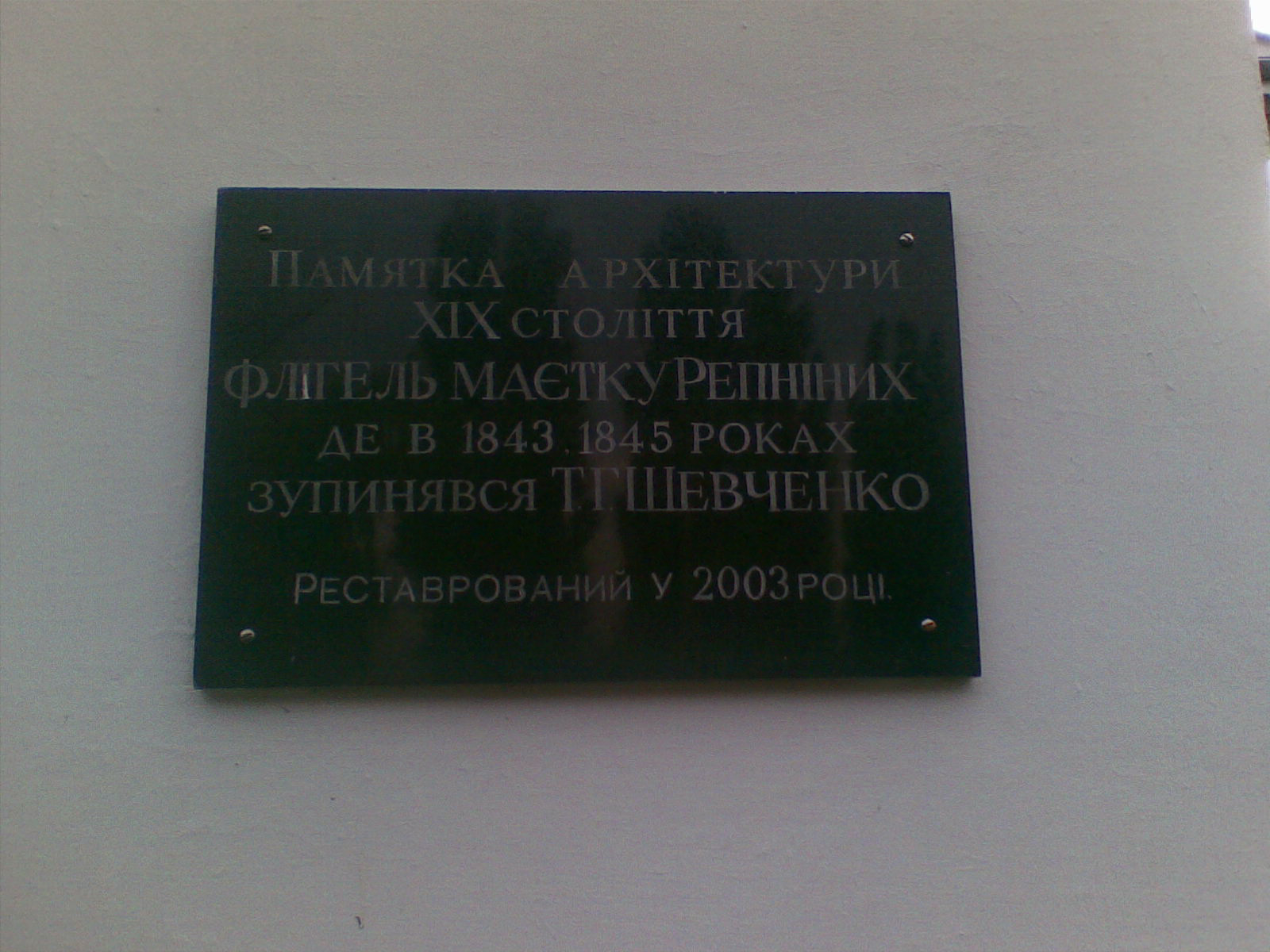
Пам'ятна таблиця на флігелі Тараса Шевченка у Яготині

Музей має 102 експонати.

## Координати музею
07700, Київська обл., м. Яготин, вул. Незалежності, 69-а.